# Joseph Sirianni
Joseph Sirianni (* 17. Januar 1975 in Melbourne, Victoria) ist ein ehemaliger australischer Tennisspieler.

## Karriere
Joseph Sirianni begann seine Profikarriere mit Auftritten auf der dritt- und zweitklassigen Future und Challenger Tour. Auf der Future Tour konnte er auch schon früh erste Erfolge feiern, indem er 1998 jeweils ein Turnier im Einzel und Doppel gewinnen konnte. Insgesamt konnte er 4 Einzel- und 14 Doppeltitel auf der Future Tour erlangen. Auf seinen ersten Titel auf der Challenger Tour musste er etwas länger warten. Erst 2003 holte er seinen ersten Titel an der Seite von Rogier Wassen in Reggio nell’Emilia. Diesem ließ er bis 2010 noch acht weitere Titel im Doppel und zwei im Einzel folgen.
Bereits 1999 konnte Sirianni sein Debüt auf Grand-Slam-Ebene feiern, als er eine Wildcard für das Einzelfeld der Australian Open erhielt. In der ersten Runde traf er auf die damalige Nummer 54 der Weltrangliste Mariano Zabaleta und musste sich in einem engen Match knapp in fünf Sätzen geschlagen geben. Insgesamt nahm er fünfmal an den Australian Open teil.
2008 konnte er in Adelaide seinen größten Erfolg im Einzel auf der ATP World Tour feiern. Er schaffte den Einzug ins Halbfinale, indem er unter anderem Paul-Henri Mathieu, die damalige Nummer 24 der Welt, besiegen konnte. Dort unterlag er dem späteren Turniersieger Michaël Llodra in zwei Sätzen. Im selben Jahr erreichte er auch seine höchste Position in der Weltrangliste mit Position 138. Ein Jahr später erhielt Sirianni zusammen mit Andrew Coelho erneut eine Wildcard für die Australian Open. Ihnen gelang eine Überraschung, indem sie ins Achtelfinale einzogen und in der zweiten Runde das an Rang 5 gesetzte Duo Jeff Coetzee und Wesley Moodie klar in zwei Sätzen schlagen konnten. Im Achtelfinale zogen sie gegen die Italiener Simone Bolelli und Andreas Seppi in drei Sätzen den Kürzeren. Im selben Jahr schaffte er gemeinsam mit Alessandro Motti als Lucky Loser den Einzug in das Hauptfeld der Wimbledon Championships. In der ersten Runde mussten sie sich jedoch Alexander Peya und Philipp Petzschner klar in drei Sätzen geschlagen geben. In der Weltrangliste kratzte er Ende des Jahres im Doppel mit Rang 107 an den Top 100.
2011 gelang bei keiner Qualifikation für Challengers, wo er antrat, das Hauptfeld zu erreichen und beendete dann kurz darauf seine Karriere.
Nach seiner aktiven Karriere war Sirianni Hittingpartner von Ana Ivanović und Eugenie Bouchard.

## Erfolge
| Legende (Anzahl der Siege)  |
| Grand Slam                  |
| ATP World Tour Finals       |
| ATP World Tour Masters 1000 |
| ATP World Tour 500          |
| ATP World Tour 250          |
| ATP Challenger Tour (11)    |

### Einzel

#### Turniersiege
| Nr. | Datum             | Turnier   | Belag         | Finalgegner | Ergebnis      |
| --- | ----------------- | --------- | ------------- | ----------- | ------------- |
| 1.  | 25. November 2007 | Caloundra | Hartplatz     | Todd Widom  | 7:62, 7:65    |
| 2.  | 2. Dezember 2007  | Brisbane  | Hartplatz (i) | Gō Soeda    | 1:6, 6:0, 6:3 |

### Doppel

#### Turniersiege
| Nr. | Datum              | Turnier            | Belag       | Partner          | Finalgegner                           | Ergebnis          |
| --- | ------------------ | ------------------ | ----------- | ---------------- | ------------------------------------- | ----------------- |
| 1.  | 29. Juni 2003      | Reggio nell’Emilia | Hartplatz   | Rogier Wassen    | Alessio di Mauro Vincenzo Santopadre  | 6:4, 6:4          |
| 2.  | 24. September 2006 | Banja Luka         | Sand        | Stefan Wauters   | Ivan Dodig Aleksandar Marić           | 6:4, 3:6, [10:4]  |
| 3.  | 9. Dezember 2007   | Burnie             | Hartplatz   | Sam Groth        | Nima Roshan Jose Statham              | 6:3, 1:6, [10:4]  |
| 4.  | 21. März 2009      | Bangkok            | Hartplatz   | Joshua Goodall   | Michail Jelgin Alexander Kudrjawzew   | 6:3, 6:1          |
| 5.  | 25. Juli 2009      | Recanati           | Hartplatz   | Frederik Nielsen | Adriano Biasella Andrei Golubew       | 6:4, 3:6, [10:6]  |
| 6.  | 14. November 2009  | Jersey             | Teppich (i) | Frederik Nielsen | Henri Kontinen Jarkko Nieminen        | 7:5, 3:6, [10:2]  |
| 7.  | 18. April 2010     | Baton Rouge        | Hartplatz   | Stephen Huss     | Chris Guccione Frank Moser            | 1:6, 6:2, [13:11] |
| 8.  | 24. April 2010     | Tallahassee        | Hartplatz   | Stephen Huss     | Robert Kendrick Bobby Reynolds        | 6:2, 6:4          |
| 9.  | 31. Juli 2010      | Granby             | Hartplatz   | Frederik Nielsen | Sanchai Ratiwatana Sonchat Ratiwatana | 4:6, 6:4, [10:6]  |